# Moutonne
Moutonne ist eine französische Gemeinde im Département Jura in der Region Bourgogne-Franche-Comté. Sie gehört zum Arrondissement Lons-le-Saunier und zum Kanton Moirans-en-Montagne. Der Ort hat 129 Einwohner (Stand 1. Januar 2022)
Die Nachbargemeinden sind Reithouse im Norden, Présilly und Orgelet im Osten, Chavéria im Süden und Beffia im Westen.

## Weblinks

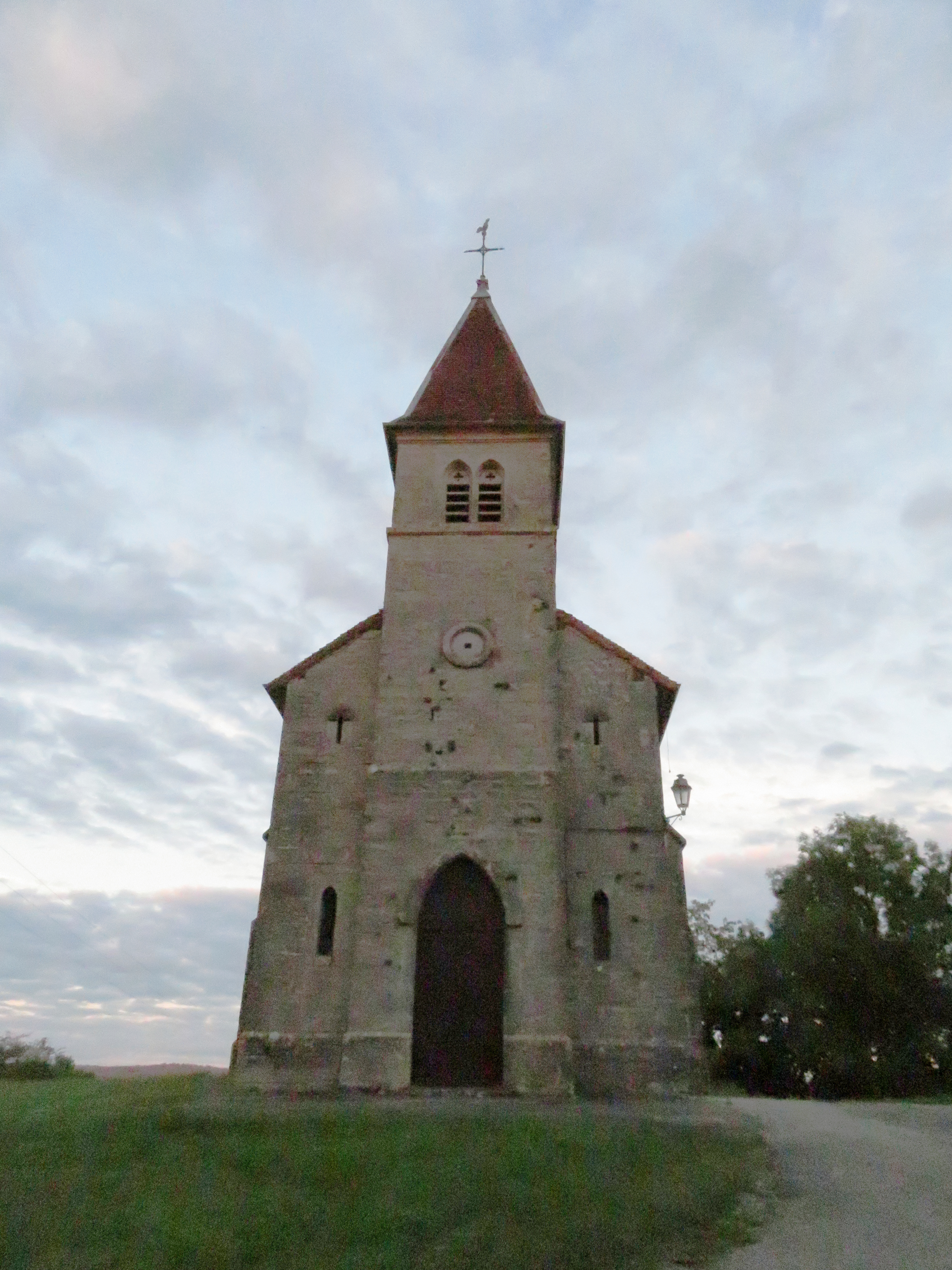
Kirche Mariä Himmelfahrt

## Bevölkerungsentwicklung
| Jahr                       | 1962 | 1968 | 1975 | 1982 | 1990 | 1999 | 2008 | 2017 |
| Einwohner                  | 71   | 57   | 61   | 84   | 93   | 81   | 113  | 132  |
| Quellen: Cassini und INSEE |      |      |      |      |      |      |      |      |